# Alfons

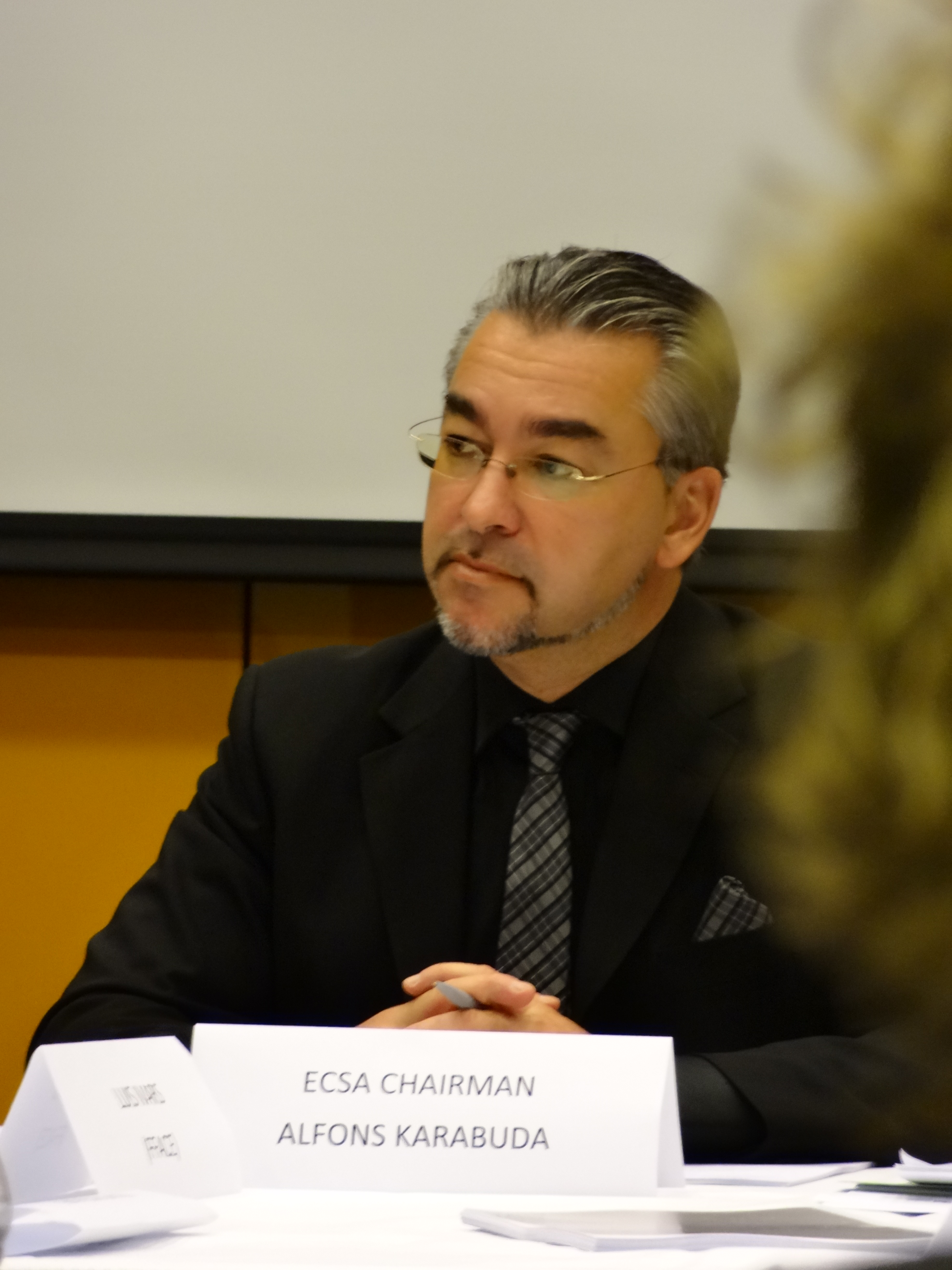
Alfons Karabuda, 2012.

Alfons är ett mansnamn som troligtvis är av forngermanskt ursprung med betydelsen 'ädel, redo'; i så fall kommer betydelsen från det forngermanska namn som motsvaras av Ildefonso på spanska. Alternativ betydelse är 'kamp' och 'ivrig', 'tapper', där innebörden kommer från ett visigotiskt namn som spreds till andra västeuropeiska språk via (forn)spanskans Alfonso. I Spanien och Portugal har namnet burits av flera kungar. Den franska stavningen är Alphonse, den portugisiska Afonso, den katalanska Alfons, den italienska Alfonso och den spanska Alfonso (Alonso). Det har även föreslagits att det skulle kunna härledas till alferna i den fornnordiska mytologin.[källa behövs]
Namnet Alfons bärs mest av män som är födda före 1930 eller efter 2000. Under de senaste åren har namnet legat strax utanför 100-i-topp-listan. Den 31 december 2008 fanns det totalt 2 425 personer i Sverige med namnet, varav 1 001 med det som tilltalsnamn. År 2003 fick 107 pojkar namnet, varav 57 fick det som tilltalsnamn. 
Namnsdag: 6 augusti, (1986–2000: 3 september). Firas tillsammans med Inez. I den finlandssvenska namnsdagslängden har Alfons namnsdag 13 augusti sedan starten 1929, då en egen namnsdagskalender togs i bruk för finlandssvenskar.
Monsieur Alphonse är namnet på huvudpersonen i en komedi av Alexandre Dumas d.y. från 1874 med samma namn, en man som lever på prostituerade kvinnor. Av den anledningen har namnet alfons på bland annat danska och norska kommit att betyda ’sutenör, hallick’. Denna betydelse har även använts på svenska.

## Personer med namnet Alfons
- Alfons I, flera regenter
- Alfons II, flera regenter
- Alfons III, flera regenter
- Alfons IV, flera regenter
- Alfons V, flera regenter
- Alfons VI, flera regenter
- Alfons VII av León och Kastilien
- Alfons VIII av Kastilien
- Alfons IX av León
- Alfons X, kung av Galicien, Kastilien och León
- Alfons XI av Kastilien
- Alfons XII av Spanien
- Alfons XIII av Spanien
- Alfons av Jaén, spansk biskop och heliga Birgittas biktfader
- Alfons av Poitou, fransk greve och korsfarare
- Alfons Fleischmann, tysk teolog
- Alfons Gorbach, österrikisk politiker, förbundskansler 1961-1964
- Alphonse Juin, fransk militär, marskalk av Frankrike
- Alfons Karabuda, svensk kompositör
- Alfons Malmström, svensk ishockeyspelare
- Alfons Mucha, tjeckisk konstnär
- Alphonse Areola, fransk fotbollsmålvakt, VM-guldmedaljör med Frankrike 2018

## Personer med efternamnet Alfons
- Sven Alfons, svensk författare

## Personer med namnet Afonso
- Afonso Alves, fotbollsspelare
- Afonso de Albuquerque, sjöfarare
- Afonso Augusto Moreira Pena, president av Brasilien
- Afonso Dhlakama, oppositionspolitiker i Moçambique

## Fiktiva figurer med namnet Alfons
- Monsieur Alfonse, begravningsentreprenör i  'Allå 'allå 'emliga armén.
- Alfons Åberg
- Kung Alfonzo, roll i operan Leonora av Gaetano Donizetti.